# Cypraedia
Genre
Synonymes
- †Cypraea (Cypraedia) Swainson, 1840
- †Cypraedia (Cypraedia) Swainson, 1840
- †Cypraedia (Protocypraedia) Schilder, 1927

Cypraedia est un genre éteint de mollusques gastéropodes marins de l'ordre des Littorinimorpha et de la famille des Pediculariidae.

## Liste des espèces
Selon World Register of Marine Species (4 septembre 2019) :
- †Cypraedia clathrata (Tate, 1892)
- †Cypraedia conigera (K. Martin, 1914)
- †Cypraedia durandae Dolin & Aguerre, 2018
- †Cypraedia elegans (G. B. Sowerby I, 1823)[3]
- †Cypraedia feuilletaui (K. Martin, 1912)
- †Cypraedia fragilis Dolin & Aguerre, 2018
- †Cypraedia gizaensis Abbass, 1967
- †Cypraedia insperata Pacaud, 2018
- †Cypraedia prunellum Dolin & Aguerre, 2018
- †Cypraedia reedi Abbass, 1967
- sous-genre †Cypraedia (Cypraedia) Swainson, 1840
  - †Cypraedia (Cypraedia) insperata Pacaud, 2018 (†Cypraedia insperata Pacaud, 2018)

Noms en synonymie
- sous-genre †Cypraedia (Eucypraedia) Schilder, 1939, un synonyme de †Eucypraedia Schilder, 1939
- †Cypraedia cancellata Swainson, 1840, un synonyme de †Cypraedia elegans (G. B. Sowerby I, 1823)

Selon Paleobiology Database (4 septembre 2019) :
- sous-genre †Cypraedia (Cypraedia) Swainson, 1840
  - †Cypraedia (Cypraedia) aplisiopsis
  - †Cypraedia (Cypraedia) fenestralis
  - †Cypraedia (Cypraedia) macrodon
  - †Cypraedia (Cypraedia) ravni
  - †Cypraedia (Cypraedia) separabilis
- sous-genre †Cypraedia (Protocypraedia)
  - †Cypraedia (Protocypraedia) conigera (syn. †Protocypraedia conigera)
  - †Cypraedia (Protocypraedia) interposita
- †Cypraedia aillana
- †Cypraedia blaiaensis
- †Cypraedia carmenensis
- †Cypraedia chira
- †Cypraedia elegans Defrance[5], 1826 (syn. Cypraea (Cyprovula) elegans, Cypraea elegans G. B. Sowerby I, 1823, Cypraeovula elegans) - Éocène d'Allemagne, Bulgarie, Croatie, France et Italie (appelée Porcelaine élégante, par Deshayes (lien)
- †Cypraedia fenestralis
- †Cypraedia gilberti
- †Cypraedia girauxi
- †Cypraedia gizaensis
- †Cypraedia hyderabadensis
- †Cypraedia ismaili
- †Cypraedia ogbei
- †Cypraedia reedi
- †Cypraedia subcancellata
- †Cypraedia subelegans

Noms en synonymie
- †Cypraedia cancellata Swainson, 1840 (type), un synonyme de †Cypraedia elegans Defrance, 1826